# Честь мундира
Честь мундира — удавана гідність особи як представника певної організації або гідність якоїсь організації.
В першу чергу це поняття стосується правоохоронних органів, збройних сил.
Поняття «честь мундира» можна визначити як сукупність моральних якостей, які повинні бути притаманні співробітникові: самовіддане виконання свого службового обов'язку у відповідності з такими поняттями як: професійна честь співробітника і честь колективу, вірність професії, почуття професійної гідності, професійна совість, моральна відповідальність.